# Adelardo Cattaneo
Adelardo Cattaneo (zm. 1214) – włoski kardynał.
Pochodził z Werony. W marcu 1185 papież Lucjusz III powołał go do Kolegium Kardynalskiego. Podpisywał bulle papieskie jako prezbiter S. Marcelli między 20 kwietnia 1185 a 29 października 1188. Uczestniczył w papieskiej elekcji w 1185 i w październiku 1187. W 1188 został wybrany biskupem Werony, jednak objąwszy ten urząd zachował tytuł kardynalski. Był legatem papieskim przy wojskach III krucjaty.
Dokładna data jego śmierci nie jest znana. Ostatni znany dokument, w którym występuje jako żyjący, jest datowany 17 lipca 1212, choć osiemnastowieczny historyk Biancolini twierdził, że w archiwum biskupim w Weronie widział jeszcze dwa inne dokumenty tego biskupa z 7 marca i 7 maja 1214 roku. Ponieważ jego następca Norandino występuje po raz pierwszy w dokumencie z 13 października 1214, w którym jest określony jedynie jako biskup elekt, można przyjąć, że Adelardo zmarł latem 1214.